# 加普
加普（法語：Gap，法語發音：[gap]），法国东南部城市，普罗旺斯-阿尔卑斯-蓝色海岸大区上阿尔卑斯省的一个市镇，同时也是该省的省会和人口最多的城市，其市镇面积为110.43平方公里，2022年1月1日的人口数量为40,656人，在法国城市中排名第181位。
加普位于上阿尔卑斯省中西部，是这一地区的经济、文化、政治中心，设有多处教育机构，也是一个旅游集散站。

## 地名来源
“加普”一名来源于其罗马时期名称“瓦平库姆（拉丁語：Vappincum）”的词根，其现代法语形式最初出现于公元13世纪。

## 历史

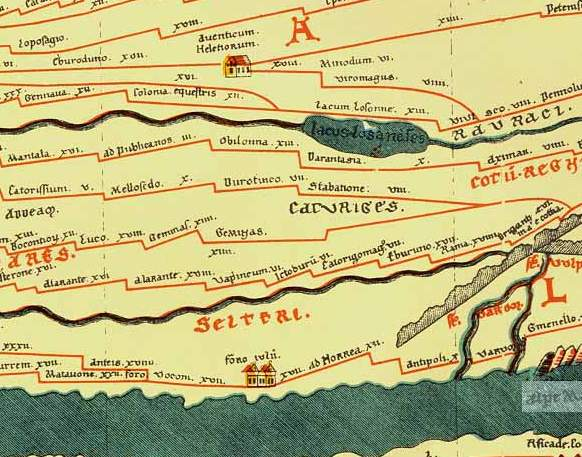
罗马时期波伊廷格地图上的加普

加普历史悠久，早在高卢时期就已成为特里科里人的首府和活动中心，该部落于公元前1世纪成为沃孔斯人的一支。罗马人入侵后，加普所处的迪朗斯河谷成为了帝国的重要通道，连接加普和瓦朗斯之间的道路于公元22年开辟，加普成为一个商业重镇，并于公元3至4世纪间修建了城墙。中世纪初期，加普成为普罗旺斯伯国的地盘，并于公元11世纪分裂成为福卡尔基耶伯国的一部分。1209年，福卡尔基耶伯爵逝世，加普并入多菲内，后并入法兰西王国。1692年，萨伏依军队和多菲内军队在加普附近展开激烈斗争，史称“1692年多菲内侵略战争”，成为大同盟战争的一部分。法国大革命后，多菲内南部地区组成上阿尔卑斯省，加普成为省会。二战时期，加普属于维希法国。1942年意大利佔領了加普在內的法國領土，当地抵抗运动领袖保罗·埃罗于1944年8月9日被纳粹德军杀害，10天后联军占领此地，加普解放。1974年，罗梅特（Romette）整体合并入加普。

## 地理

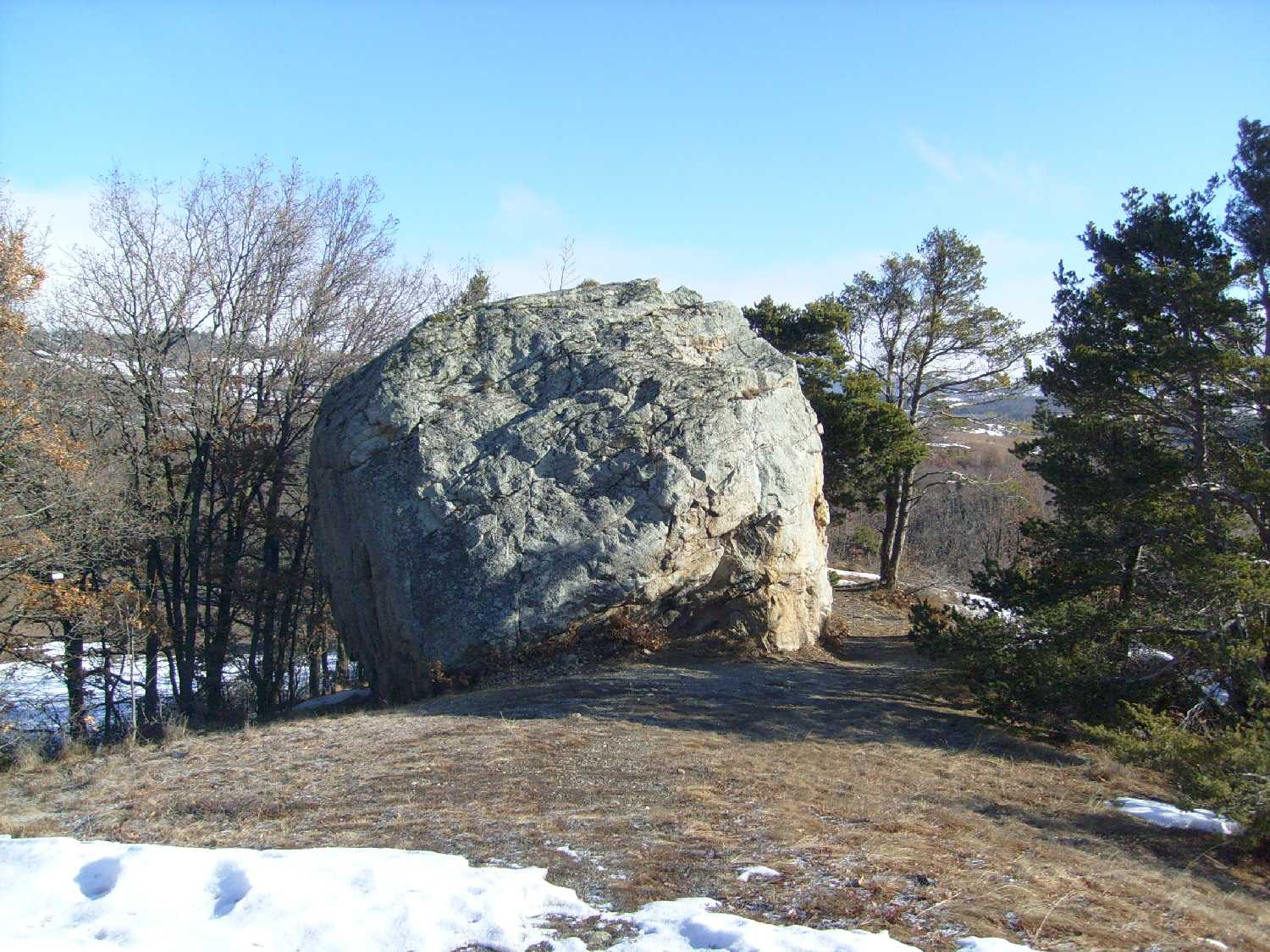
加普境内的一处漂砾

加普位于法国东南部，普罗旺斯-阿尔卑斯-蓝色海岸大区北部和上阿尔卑斯省中西部，距离大区首府马赛大约181公里，距离法国首都巴黎约679公里。与加普接壤的市镇包括：沙托维约、尚普索地区拉法尔、福雷圣于连、拉弗雷西努斯、雅尔热、莱埃、莱特雷、内夫、勒努瓦埃、佩洛捷、波利尼、拉布、朗博、拉罗什德萨诺、拉罗谢特、圣洛朗迪克罗。

### 地形
加普位于阿尔卑斯山中南部腹地，北侧为埃克兰山，东侧为帕尔帕永山，南侧为特鲁瓦埃韦谢山，西侧则为代沃吕山脉。加普市区位于一处山间河谷中，地势平坦，全境海拔在625到2360米之间。

### 地质
加普所处地区在末次冰期中属于维尔姆冰川西北部的边缘地带，境内有多处漂砾等冰川遗迹。

### 水文
吕伊河自东北向西南流经加普，平均宽度不足5米，该河是迪朗斯河的一条支流，属于法国五大河流之一的罗讷河水系。

### 气候
加普在柯本气候分类法中属于带有地中海特征的山地气候，秋季降水较多，日照充足，日温差较大。
加普以南大约18公里处的维特罗勒境内设有气象站，以下为该气象站的数据：
| 维特罗勒1981年－2019年 | 维特罗勒1981年－2019年 | 维特罗勒1981年－2019年 | 维特罗勒1981年－2019年 | 维特罗勒1981年－2019年 | 维特罗勒1981年－2019年 | 维特罗勒1981年－2019年 | 维特罗勒1981年－2019年 | 维特罗勒1981年－2019年 | 维特罗勒1981年－2019年 | 维特罗勒1981年－2019年 | 维特罗勒1981年－2019年 | 维特罗勒1981年－2019年 | 维特罗勒1981年－2019年 |
| 月份                   | 1月                    | 2月                    | 3月                    | 4月                    | 5月                    | 6月                    | 7月                    | 8月                    | 9月                    | 10月                   | 11月                   | 12月                   | 全年                   |
| ---------------------- | ---------------------- | ---------------------- | ---------------------- | ---------------------- | ---------------------- | ---------------------- | ---------------------- | ---------------------- | ---------------------- | ---------------------- | ---------------------- | ---------------------- | ---------------------- |
| 历史最高温 °C（°F）    | 21.8 (71.2)            | 21.3 (70.3)            | 26.2 (79.2)            | 30.2 (86.4)            | 32 (90)                | 36 (97)                | 36.2 (97.2)            | 38.6 (101.5)           | 32.9 (91.2)            | 30 (86)                | 21.2 (70.2)            | 18.3 (64.9)            | 38.6 (101.5)           |
| 平均高温 °C（°F）      | 7.9 (46.2)             | 10.5 (50.9)            | 14.9 (58.8)            | 17.7 (63.9)            | 22.4 (72.3)            | 26.7 (80.1)            | 29.1 (84.4)            | 28.7 (83.7)            | 23.9 (75.0)            | 18.8 (65.8)            | 12.1 (53.8)            | 7.8 (46.0)             | 18.4 (65.1)            |
| 日均气温 °C（°F）      | 2.6 (36.7)             | 4.2 (39.6)             | 8.0 (46.4)             | 10.9 (51.6)            | 15.3 (59.5)            | 19.1 (66.4)            | 21.1 (70.0)            | 20.9 (69.6)            | 16.9 (62.4)            | 12.6 (54.7)            | 6.7 (44.1)             | 2.9 (37.2)             | 11.8 (53.2)            |
| 平均低温 °C（°F）      | −2.7 (27.1)            | −2.1 (28.2)            | 1.2 (34.2)             | 4 (39)                 | 8.3 (46.9)             | 11.6 (52.9)            | 13.2 (55.8)            | 13.2 (55.8)            | 9.8 (49.6)             | 6.4 (43.5)             | 1.3 (34.3)             | −2 (28)                | 5.2 (41.3)             |
| 历史最低温 °C（°F）    | −11.7 (10.9)           | −15.1 (4.8)            | −11.7 (10.9)           | −3.3 (26.1)            | −0.7 (30.7)            | 1.8 (35.2)             | 5.4 (41.7)             | 5.5 (41.9)             | 1.8 (35.2)             | −4.4 (24.1)            | −9.2 (15.4)            | −13.5 (7.7)            | −15.1 (4.8)            |
| 平均降水量 mm（）      | 57.5 (2.26)            | 44.6 (1.76)            | 52.8 (2.08)            | 72.3 (2.85)            | 67.6 (2.66)            | 49.3 (1.94)            | 31.2 (1.23)            | 44 (1.7)               | 79.1 (3.11)            | 101.3 (3.99)           | 91.7 (3.61)            | 72.2 (2.84)            | 763.6 (30.03)          |
| 月均日照時數           | 160.1                  | 178.8                  | 225.8                  | 208                    | 222.4                  | 263.9                  | 292.1                  | 268.7                  | 227.1                  | 181.1                  | 144.5                  | 138.6                  | 2,511.1                |
| 来源：climat-data      |                        |                        |                        |                        |                        |                        |                        |                        |                        |                        |                        |                        |                        |

## 行政区划

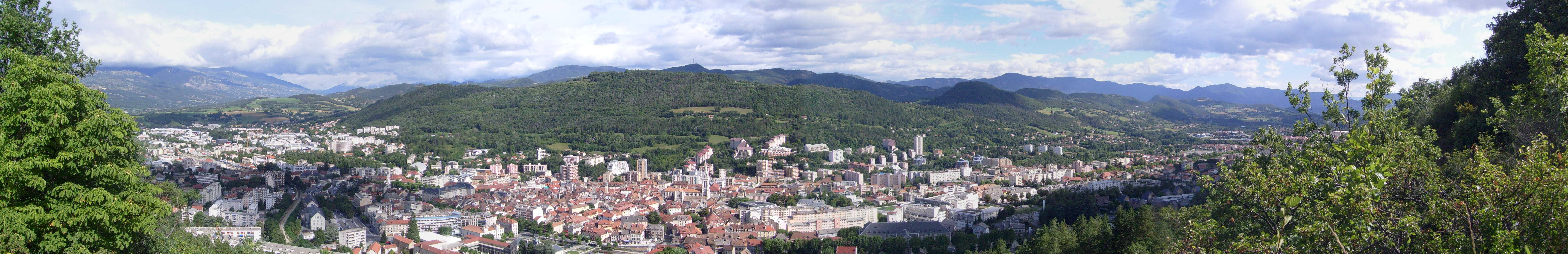
加普城市全景

加普是法国普罗旺斯-阿尔卑斯-蓝色海岸大区上阿尔卑斯省的一个市镇，编号为05061，它也是上阿尔卑斯省的省会。加普下辖加普区，管理加普第一县、第二县、第三县和第四县，同时也是加普-塔拉尔-迪朗斯城市圈公共社区的办公驻地。
加普市镇被划为多个街区，其中上加普街区（Haut Gap）实行街区自治制度。
法国国家统计与经济研究所（简称）在进行数据统计时，将加普及相邻的拉罗谢特设为加普城市核心区，并将包括核心区在内的周边共39个市镇划为加普城市区。同时，还将加普市镇分为了22个“块区”（IRIS），以便于统计人口分布情况。

## 交通

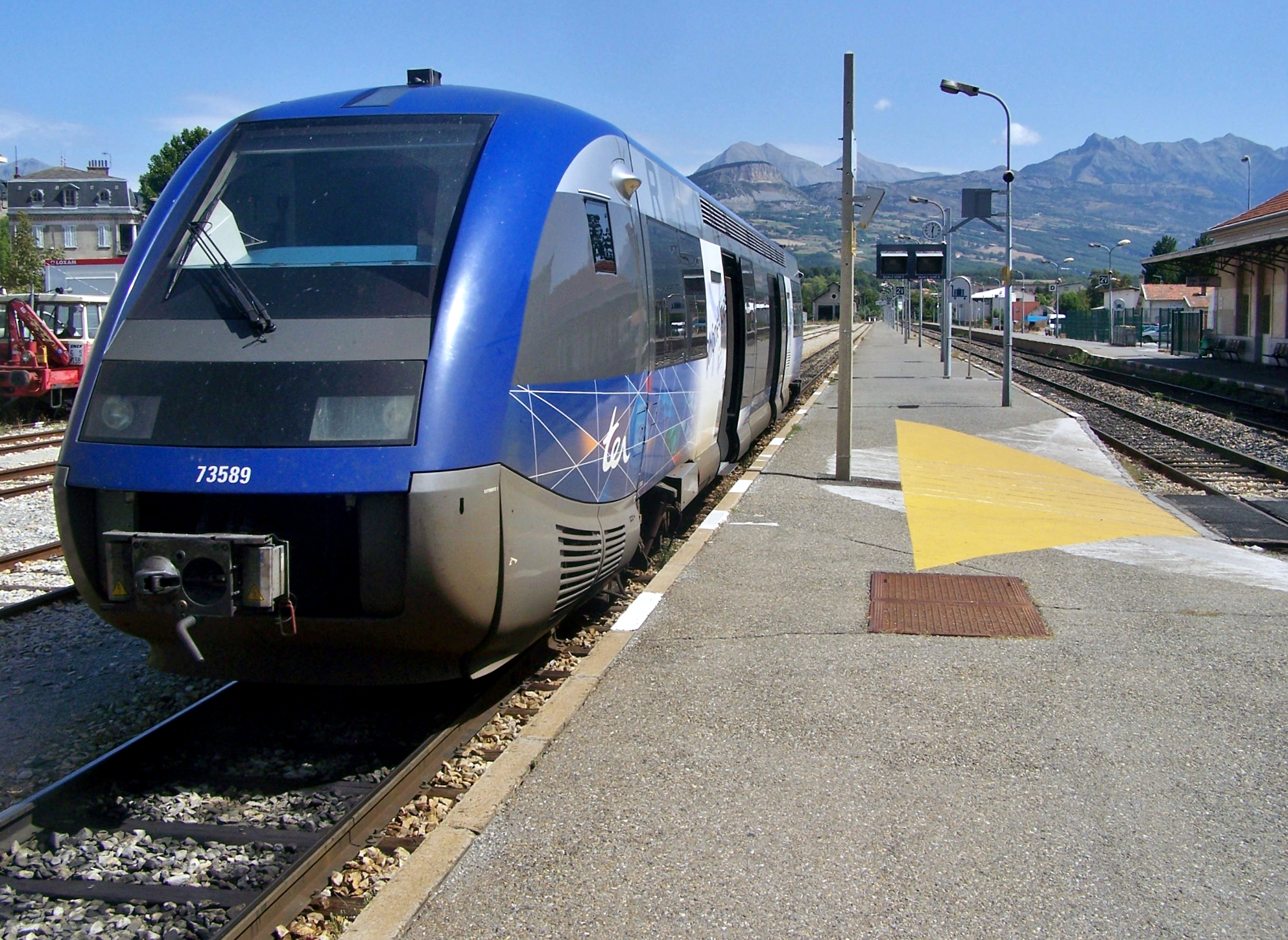
加普火车站的一辆区域列车

### 公路
法国国道N85线、N91线和多条上阿尔卑斯省省道在加普境内交汇，有校车线路可前往周边部分市镇。
普罗旺斯大区巴士提供由加普出发，前往马赛、尼斯、普罗旺斯地区艾克斯、布里扬松等地的长途大巴车线路；伊泽尔省城际客运则提供前往格勒诺布尔的固定班车。
2015年，74%的加普家庭拥有至少一辆的私人汽车。
2016年，加普境内共发生各类交通事故29起，造成1人遇难，50人受伤。

### 铁路
加普位于韦讷－布里扬松铁路线上，加普站位于加普市区东部，该站每天停靠一班往返于巴黎和布里扬松之间的夜班城际列车，同时开行前往瓦朗斯、马赛、格勒诺布尔等地的区域列车。

### 航空
加普-塔拉尔飞行场是当地的一个开放式飞行场，供当地的航空俱乐部及空军、消防等部门使用；距离加普最近的民用航空机场为马赛普罗旺斯机场，车程在两小时以内。

### 城市公共交通
加普城市公共交通（商业名称为）是当地的城市公共交通系统，下属9条普通公交线路和3条市区摆渡车，路网覆盖加普市区主要街道及周边主要市镇，而其城市圈的公交则由加普城郊公共交通进行补充和加密。

## 政治

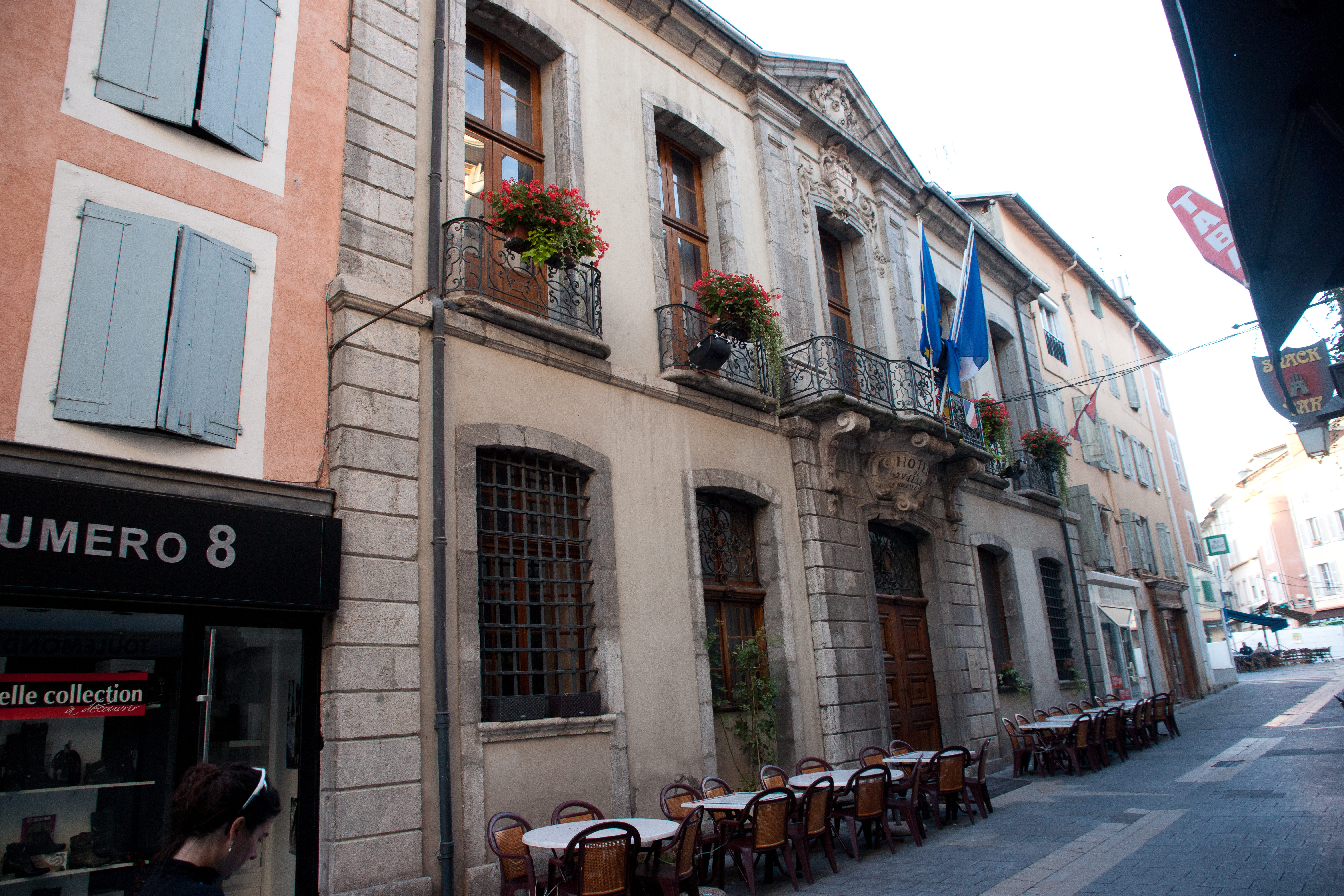
加普市政厅

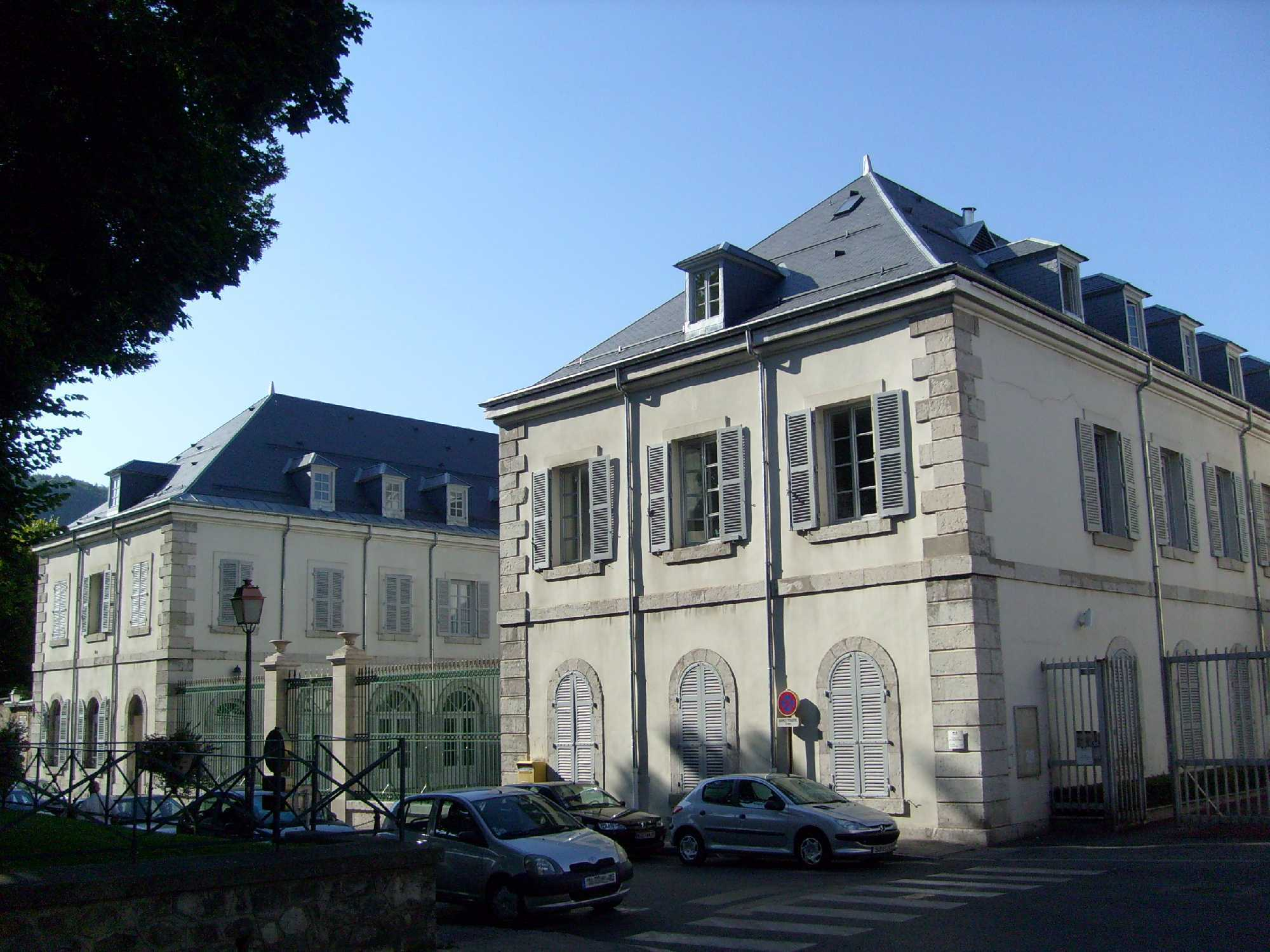
上阿尔卑斯省政府

加普的现任市长为罗热·迪迪耶，为民主人士和独立人士联盟的一名成员，他在2014年的市政选举中获得了53.37%的支持率，在2020年的市政选举中则获得54.18%的支持率。
在2017年的法国总统大选中，法国第25任总统埃马纽埃尔·马克龙在加普获得了67.45%的支持率。
| 加普历届市长   |                    |                                                             |
| 任期           | 市长               | 党派                                                        |
| 1944年－1947年 | 罗贝尔·比多        | 不详                                                        |
| 1947年－1971年 | 埃米尔·迪迪耶      | RAD激进党                                                   |
| 1971年－1989年 | 贝尔纳·吉沃丹      | DVD右翼无党派人士                                           |
| 1989年－2007年 | 皮埃尔·贝尔纳-雷蒙 | CD法国民主中心 →CDS社会民主中心 →UMP人民运动联盟            |
| 2007年－       | 罗热·迪迪耶        | PRG左派激進黨 →DVD右翼无党派人士 →UDI民主人士和独立人士联盟 |

## 人口
截至2022年1月1日，加普境内的人口数量为40656，在法国排名第181位。其中男性19,454人，女性21,351人，75岁及以上人口占9.8%，外籍人口数量为1,933人，人口密度为370人/平方公里，当地居民被称为（男性）或（女性）。2018年，加普境内出生366人，死亡人口367人。
| 年份   | 1936   | 1946   | 1954   | 1962   | 1968   | 1975   | 1982   | 1990   | 1999   | 2006   | 2011   | 2016   | 2017   |
| ------ | ------ | ------ | ------ | ------ | ------ | ------ | ------ | ------ | ------ | ------ | ------ | ------ | ------ |
| 人口數 | 13,600 | 16,371 | 17,317 | 20,478 | 23,994 | 28,233 | 30,676 | 33,444 | 36,262 | 37,332 | 40,654 | 40,805 | 40,895 |

## 经济
加普是上阿尔卑斯省最大的城市，亦是该省工商会的总部所在地。机械、食品、旅游为当地主要的经济支柱。

## 财政收入
2018年，加普的财政收入总额为55,975,400欧元，财政支出总额为43,047,600欧元，当年的债务总额为45,782,300欧元。
2014年，加普的人均收入总额为2,438欧元，其中高职人员为3,863欧元，普通职员为1,783欧元。
2016年，加普境内的青壮年（15至64岁）失业率为13.9%，当地43.6%的家庭拥有纳税资格。

## 社会事务

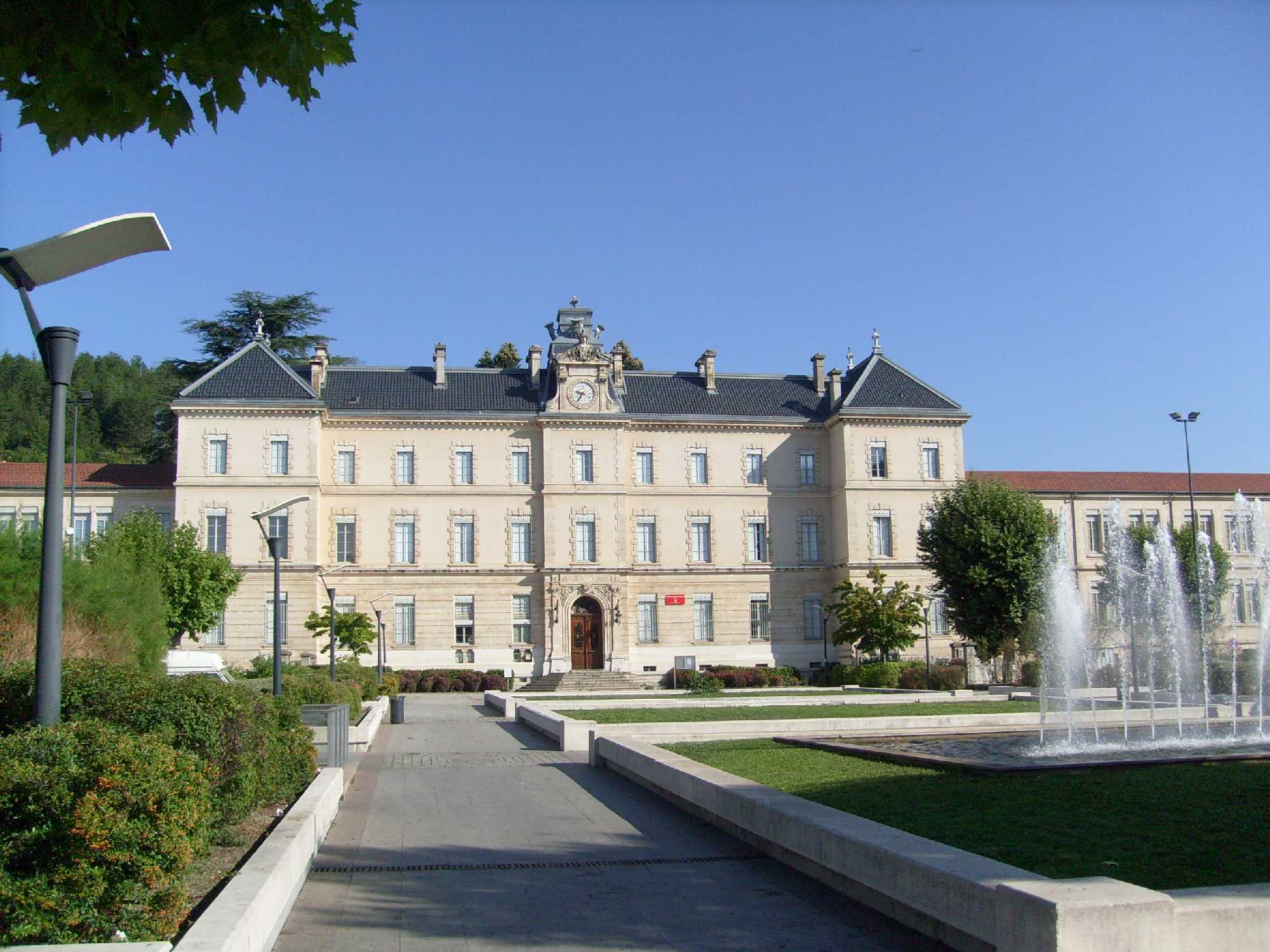
多米尼克-维拉尔高级中学

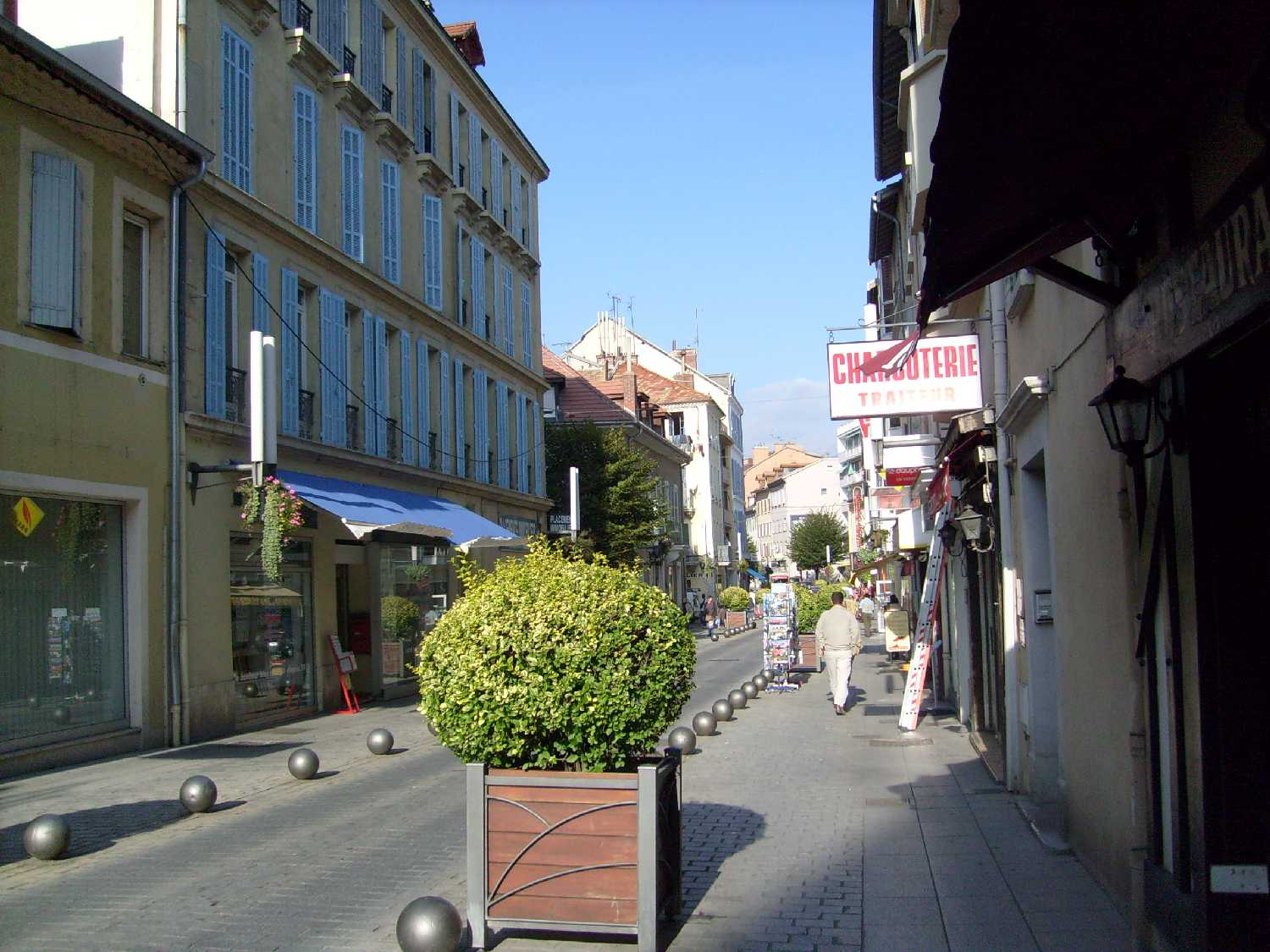
加普街景

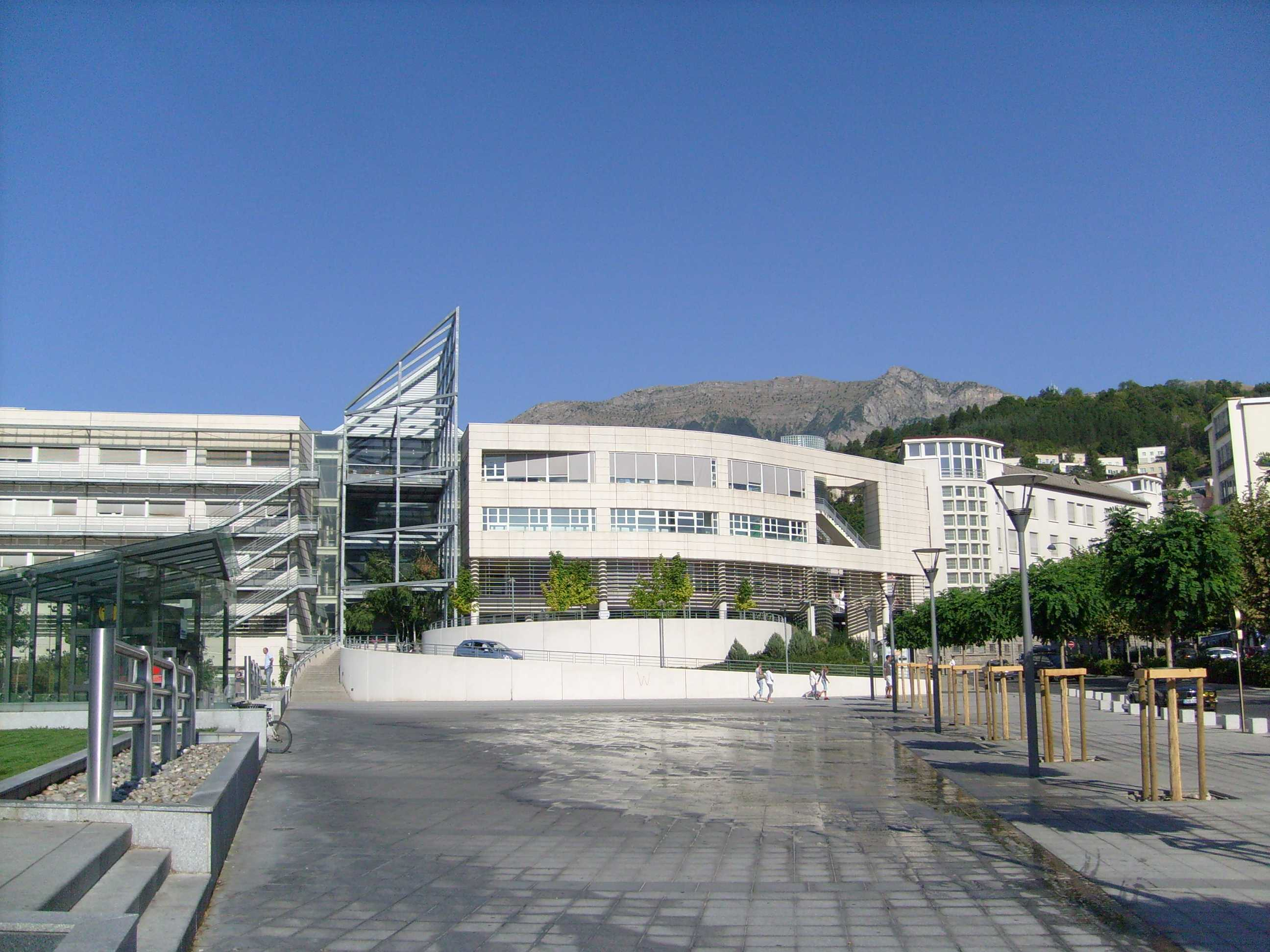
南阿尔卑斯市际医院加普病区

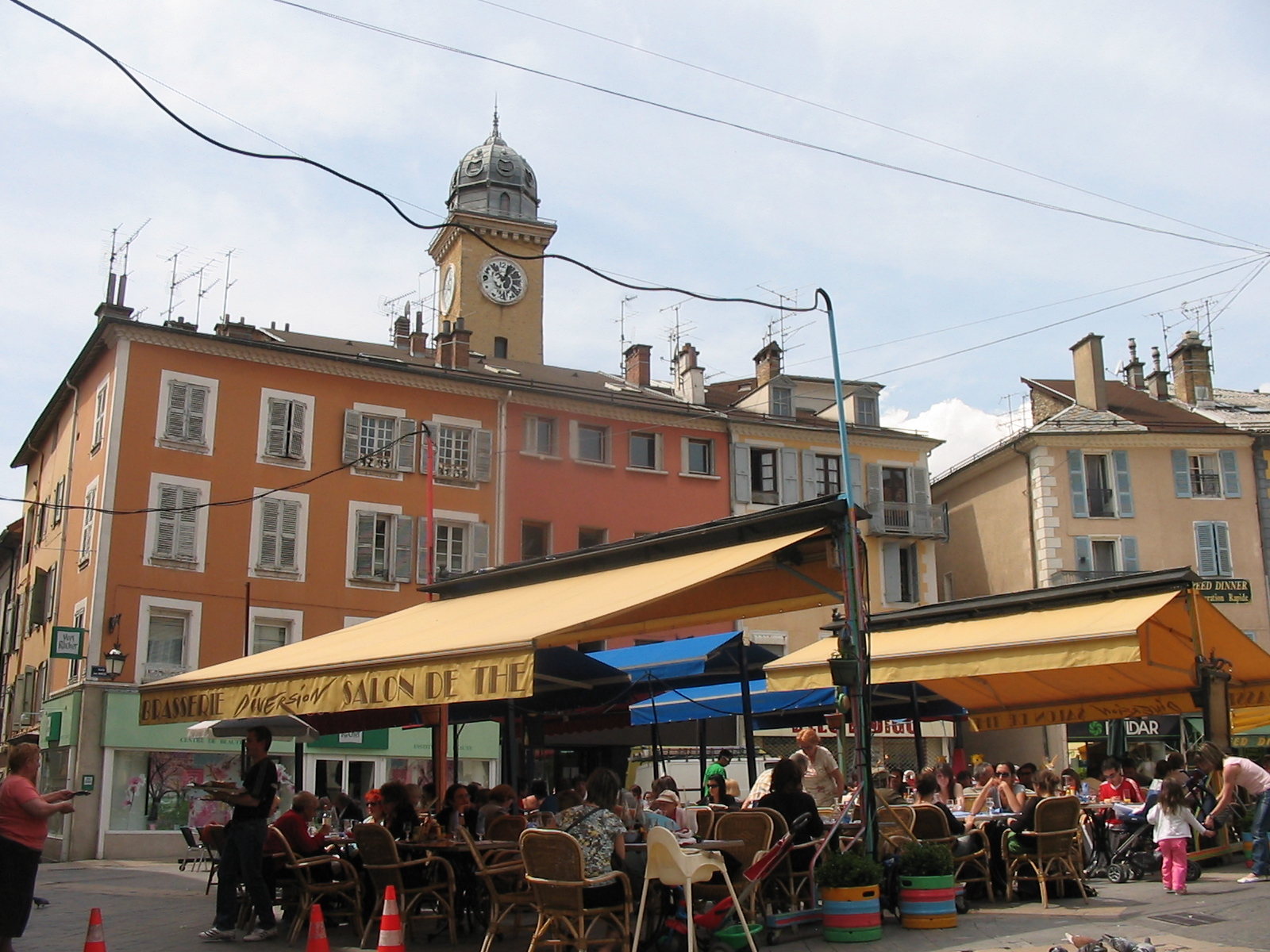
加普街头的露天咖啡

### 教育
加普属于艾克斯-马赛学区。截止2017年1月1日，加普境内共有4所幼儿园、21所小学、4所初级中学、3所普通高中、1所农业高中和2所职业高中。2018至2019学年度，加普境内共有学生4603名。
在高等教育方面，加普境内设有一处教育园，艾克斯-马赛大学及其下属的应用科技学院（IUT）的部分专业在此授课。

### 医疗
截止2017年1月1日，加普境内共有全科医生70名、保健师90名、牙医39名、护士102名、耳科医生6名、眼科医生5名、皮肤科医生6名、助产士4名、儿科医生2名和妇科医生1名。境内共有药房17家，养老院5家，残疾人帮扶中心11家。
南阿尔卑斯市际医院（Centre hospitalier intercommunal des Alpes du Sud）的其中一个主病区位于加普，是当地规模最大的公立综合性医院。

### 住房
2015年，加普境内共有各类住房22,011套，其中88%为常住房屋。市区北部和西南设有集中式居民区。

### 商业
2017年，加普境内共有各类商铺3,160家，其中餐饮服务类1,143家。市区东北部设有大型开放式商业街区。

### 体育
2017年，加普境内共有3家游泳池、12间健身房、3座综合体育场、25处网球场、2处马术场、7处足球或橄榄球场、11处篮球或排球场以及1处高尔夫球场。2013年，加普获得“法国年度体育城市”称号
拉帕斯德加普是当地的一支冰球职业俱乐部，成立于1937年，截至2020年，该俱乐部共获得过4次法国冰球冠军联赛的冠军。

### 环境
加普的环境事务由其所属的公共社区负责。2017年，加普境内暂无污染企业。

### 治安
2014年，加普及附近地区共发生各类案件2,154起，其中盗窃类案件1,361起，经济类案件241起，毒品交易类案件132起。

## 文化

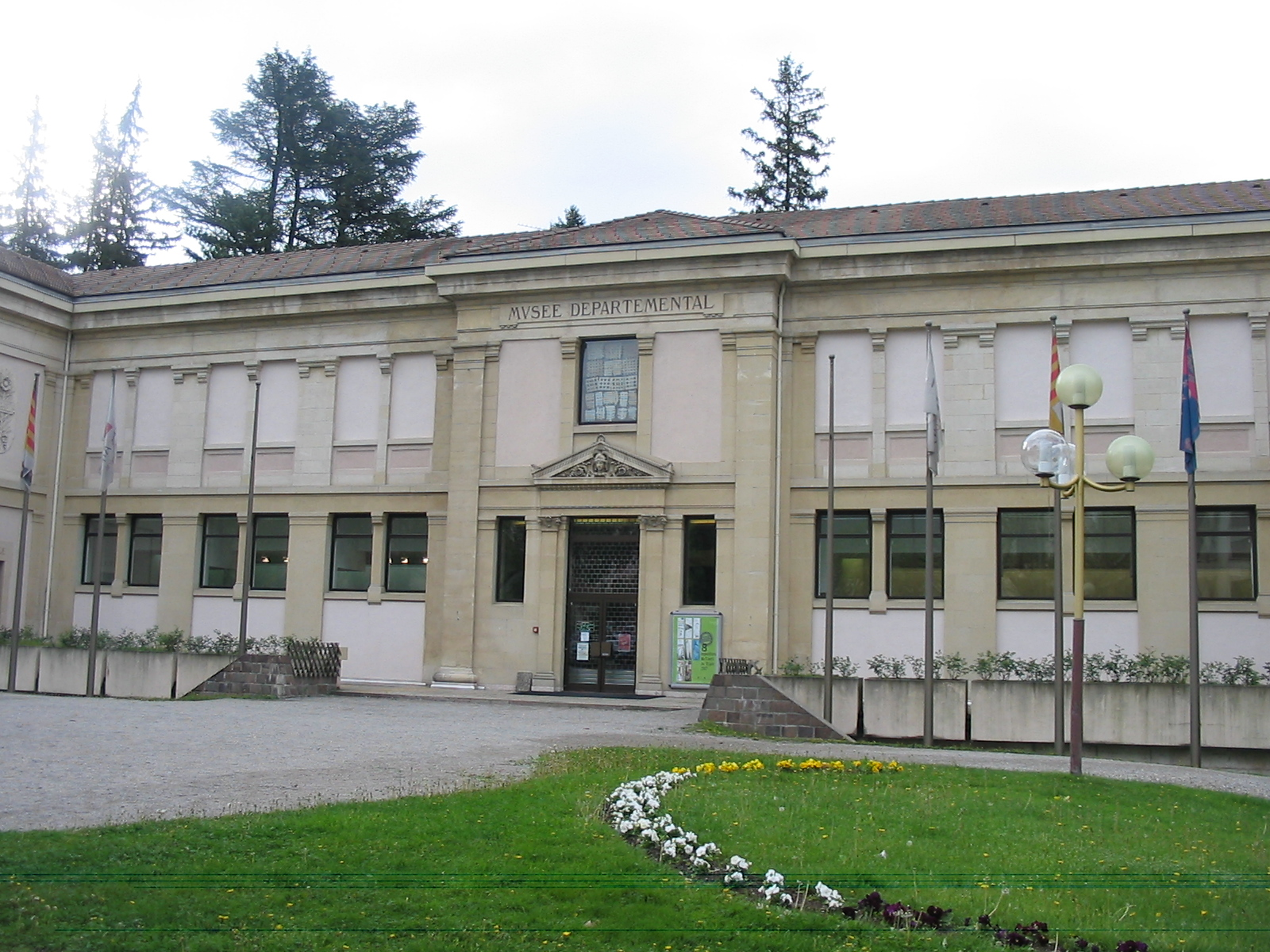
上阿尔卑斯博物馆

2017年，加普境内共有1个剧场、3个电影院、1个博物馆和1个音乐厅。

### 旅游
加普境内的主要旅游项目与山地有关。2018年，加普境内共有16个宾馆共计589间房间，另有2个露营地，可容纳共347辆露营车。

### 宗教
加普是天主教加普教区的主教所在地，其座堂为加普圣阿努圣母大教堂。

### 媒体
法国主要的媒体均可在加普接收，法国电视三台下属的普罗旺斯-阿尔卑斯-蓝色海岸大区频道在部分时段播出加普所属区域的地方新闻。则是当地的一家私人电视台，总部位于加普，通过光纤可在全法国范围内接收。

## 友好城市
截至2020年2月，加普共与以下两座城市互为友好城市关系：
- 德国 特劳恩施泰因
- 義大利 皮内罗洛